# Denis O’Callaghan
Denis O’Callaghan (ur. 29 maja 1939 w Nyngan, zm. 22 maja 2017 w Tamworth) – australijski rugbysta występujący na pozycji rwacza, reprezentant kraju, trener.
Z Randwick związał się w roku 1961 i do roku 1967 rozegrał w jego barwach sześćdziesiąt osiem spotkań, początkowo w formacji ataku, a następnie w trzeciej linii młyna. Klub w tym okresie dwukrotnie zwyciężył w rozgrywkach Shute Shield.
W stanowej reprezentacji w latach 1963–1966 zagrał trzykrotnie – przeciwko Wallabies i Queensland – zdobywając jedno przyłożenie. Otrzymał także powołanie do reprezentacji kraju, w której rozegrał szesnaście towarzyskich spotkań podczas tournée po północnej półkuli na przełomie lat 1965 i 1966, nie zagrał jednak w żadnym testmeczu.
Po powrocie z tej wyprawy grał przez dwa sezony w rugby league w klubie St. George Dragons. W 1977 roku trenował zespół Tamworth Pirates.
Żonaty z Margaret, trójka dzieci – Jacquie, Kellie i Tim.